# Eyak jezik
Eyak jezik (ISO 639-3: eya), donedavno živi jezik kojim su govorili u Aljaski Eyak Indijanci s ušća rijeke Copper. Etnička populacija iznosi 50 (1995 M. Krauss). Posljednja govornica ejačkog umrla je 2008. a živjela je u Anchorageu.

## Vanjske poveznice
- Ethnologue (14th)
- Ethnologue (15th)